# Czarne Dolne
Czarne Dolne is een plaats in het Poolse district  Kwidzyński, woiwodschap Pommeren. De plaats maakt deel uit van de gemeente Gardeja en telt 500 inwoners.